# Myron Charles Taylor
Myron Charles Taylor (Lyons, 18 gennaio 1874 – New York, 5 maggio 1959) è stato un imprenditore e diplomatico statunitense.

## Biografia
Nato a Lyons (Contea di Wayne, Stato di New York), vi crebbe sino al suo trasferimento a New York, ove si laureò presso la Cornell University nel 1894. Tornato nella piccola città natale, dopo aver per qualche tempo tentato, senza il successo che si attendeva, di stabilirvi un affermato studio legale, tornò a New York, ove in un primo tempo si associò agli uffici del fratello a Wall Street, quindi si dedicò agli affari nell'industria tessile nell'area del New England, giungendo in alcuni anni a dominarne il mercato e a costruire una fortuna personale. Soddisfatto di quanto aveva realizzato, era sul punto di ritirarsi a godere dei proventi accumulati durante la propria attività quando, nel 1927, John Pierpont Morgan Jr. si rivolse a lui per far fronte alla crisi che affliggeva la United States Steel Corporation.
Nel 1928, grazie ad una sua donazione di 1.500.000 dollari, fu creato l'edificio della "Myron C. Taylor Hall", che attualmente ospita la Cornell Law School (facoltà di Legge). Assunta in un primo tempo la presidenza del comitato finanziario della U.S. Steel, Taylor ne scalò i vertici negli anni successivi, divenendone successivamente CEO e presidente tra il 1932 e il 1938, dopo aver sottratto in maniera brillante il proprio gruppo alla crisi del 1929, avendo annullati i debiti che affliggevano il gruppo proprio alla vigilia del crollo delle Borse. In tal modo poté impiegare proficuamente il periodo della Depressione riorganizzando e modernizzando la compagnia.
Sebbene egli non fosse in prima persona un sostenitore politico né del modello della contrattazione collettiva, né del movimento sindacale, Taylor riuscì a garantire il mantenimento dei posti di lavoro attraverso l'esecuzione di un lungimirante e, per l'epoca, assai ardito, piano di sua concezione per una razionale ridistribuzione delle attività tra i lavoratori dell'azienda.
La sua iniziativa di permettere lo sviluppo dei sindacati nella U.S. Steel garantì all'azienda una prosperità sconosciuta ad altri gruppi che si ostinavano a negarla e che, pertanto, soffrivano gravemente dei conseguenti scioperi. La decisione di sindacalizzare la società, perfezionata nel 1937 in seguito ad una serie di incontri con John Llewellyn Lewis, allora presidente del Comitato parlamentare per l'Industria, ebbe un notevole peso politico e fece scalpore in tutto il Paese, in quanto si trattò della prima grande industria negli Stati Uniti ad accettare il sindacato.
Nel 1938, ritiratosi dagli affari, fu chiamato dal Presidente degli Stati Uniti Franklin Delano Roosevelt a rappresentare il proprio Paese alla Conferenza di Évian, convocata per iniziativa dello stesso Roosevelt al fine di discutere il problema dei rifugiati ebrei in fuga dal nazismo. La conferenza si concluse senza l'emissione di un documento di condanna della Germania nazista, ciò che fu interpretato come un incoraggiamento indiretto ad Adolf Hitler nell'aggravare la persecuzione contro gli ebrei.
A seguito della richiesta della Santa Sede di riallacciare i rapporti diplomatici tra gli Stati Uniti, partire dal 1939, e per tutta la durata della seconda guerra mondiale, Taylor prestò servizio come Emissario personale, con il rango di ambasciatore presso la Santa Sede del presidente Roosevelt, assumendo un ruolo di centrale importanza, in collaborazione con il collega britannico Francis D'Arcy Osborne, sia nelle trattative condotte per conto di papa Pio XII nel vano tentativo di risparmiare Roma dai bombardamenti aerei, sia nei contatti che condussero, in particolare tramite l'allora monsignor Giovanni Battista Montini (poi papa Paolo VI), all'armistizio dell'8 settembre 1943.
Il 6 giugno 1945, ad un anno dalla liberazione di Roma, ricevette, presente l'allora presidente del consiglio Ivanoe Bonomi, una laurea honoris causa presso l'Università degli Studi di Roma "La Sapienza" quale primo segno di riconoscenza dell'Italia per i servigi da lui prestati come diplomatico statunitense nell'organizzare soccorsi alla popolazione civile afflitta dalle distruzioni causata dalla guerra e da fame e miseria. Dopo la morte di Roosevelt, fu confermato nell'incarico dal nuovo presidente Harry S. Truman e proseguì il proprio incarico diplomatico a Roma sino al 1950 e mantenne il rango di ambasciatore sino al 1953, continuando ad operare al servizio del proprio Paese.
Morì il 5 maggio 1959, nella sua casa di New York, al 16 della Settima strada Est, per le complicazioni seguite ad una polmonite; aveva 85 anni.
(The New York Times, Editoriale dedicato a Myron C. Taylor, 8 maggio 1959)